# David Souter
David Hackett Souter (17 de septiembre de 1939-8 de mayo de 2025) fue un jurista estadounidense. Ocupó desde 1990 hasta 2009 la posición de Juez Asociado en la Corte Suprema de los Estados Unidos.

## Biografía
La carrera judicial de Souter comenzó en 1983 cuando fue nombrado Juez Asociado de la Corte Suprema del estado de Nuevo Hampshire. En 1990 el presidente George H. W. Bush lo nombró Juez del Primer Circuito de Apelaciones en Boston. Meses más tarde, Bush lo nominaría a la Corte Suprema tras el retiro del Juez Asociado William J. Brennan.
Durante sus primeros años en la corte, Souter se ganó un reputación de conservador moderado. Sin embargo, con el paso de los años Souter se movió más a la izquierda y consistentemente se alió con el ala liberal de la Corte. Ha votado a favor del derecho al aborto y el derecho de los homosexuales. Por eso, a pesar haber sido nombrado por un presidente republicano, Souter es considerado hoy en día un juez liberal. De hecho, en el ámbito del derecho estadounidense, la expresión en inglés "to souter" se usa cuando un juez conservador cambia sus ideales a favor de unos más liberales. 
El juez Souter se opone, de forma vehemente, a que cámaras de televisión graben las sesiones de la Corte Suprema. Souter dijo que el día en que una cámara entre a la corte, lo hará "sobre su cadáver".

### Retiro
El 30 de abril de 2009, NPR informó de que el juez Souter planeaba retirarse en junio de 2009. En mayo de 2009 la Casa Blanca anuncia a la juez Sonia Sotomayor como su sucesora.
El 29 de junio de 2009, el último día de sesión de la corte, el Chief Justice Roberts leyó una carta a Souter que había sido firmada por sus colegas y la jubilada de la corte Sandra Day O'Connor, dándole las gracias por su servicio. Souter igualmente leyó una carta a sus colegas reciprocando sus buenos deseos. 